# Erannis defoliaria
Erannis defoliaria é uma espécie de insetos lepidópteros, mais especificamente de traças, pertencente à família Geometridae.

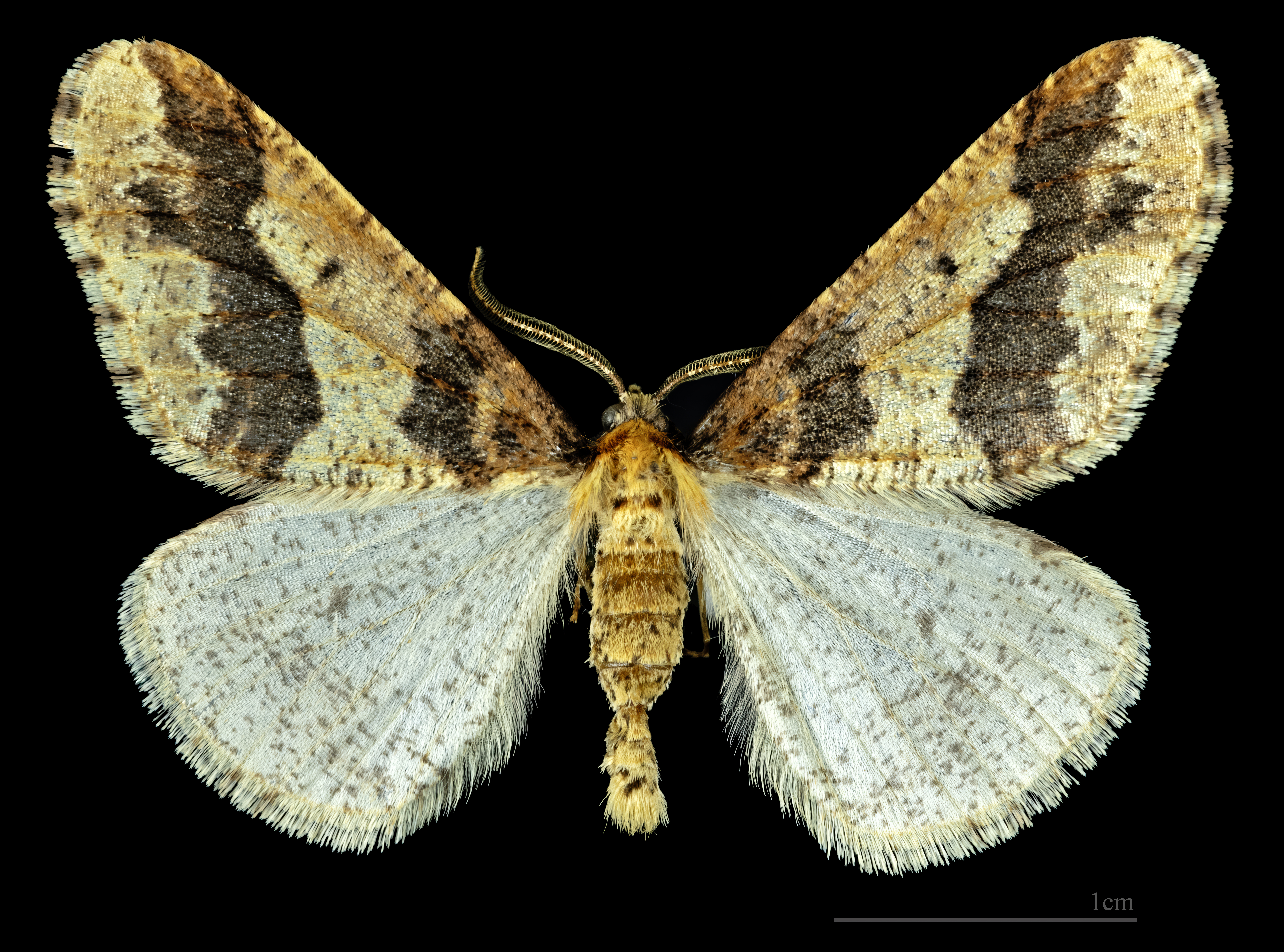
♂
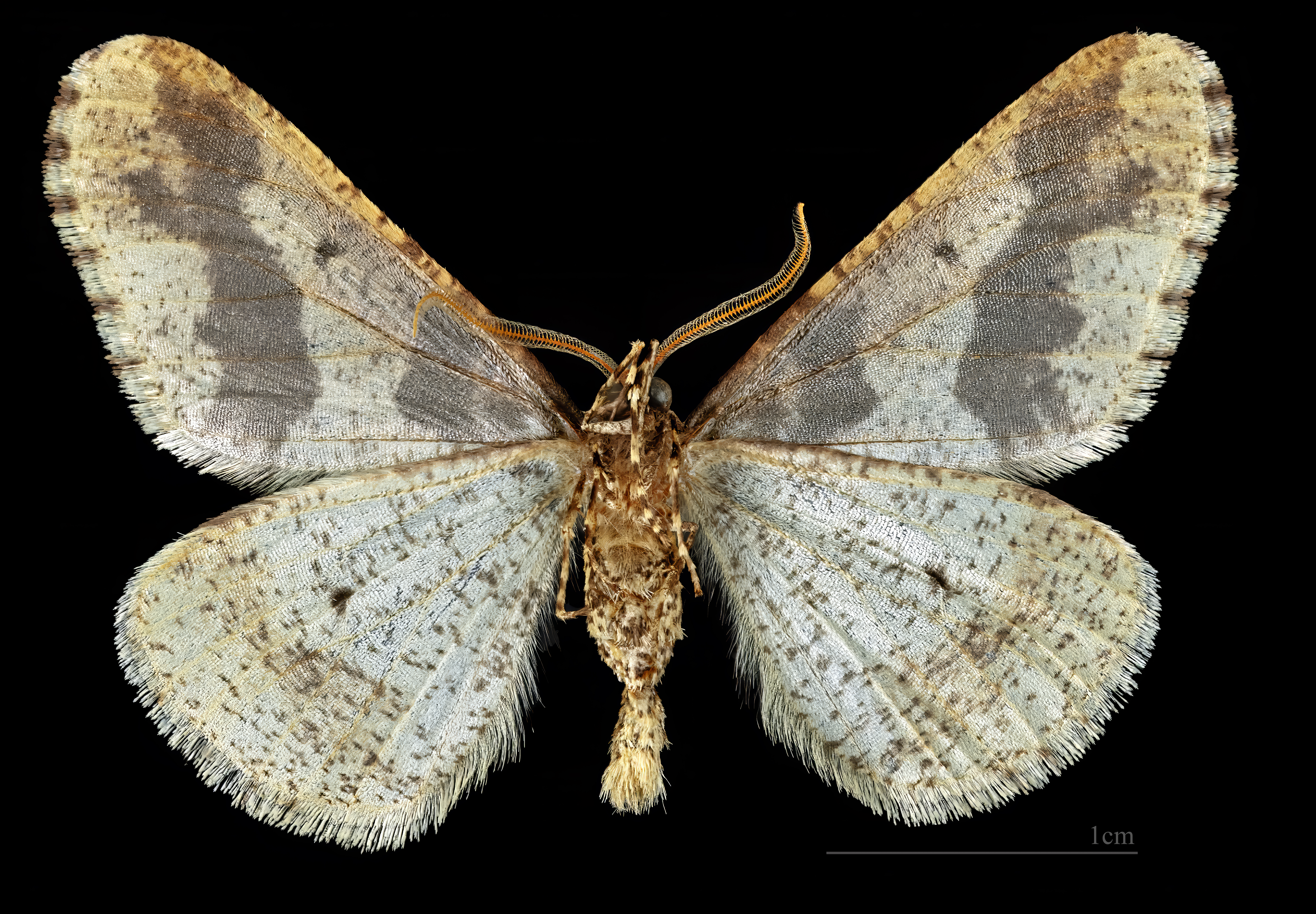
♂ △
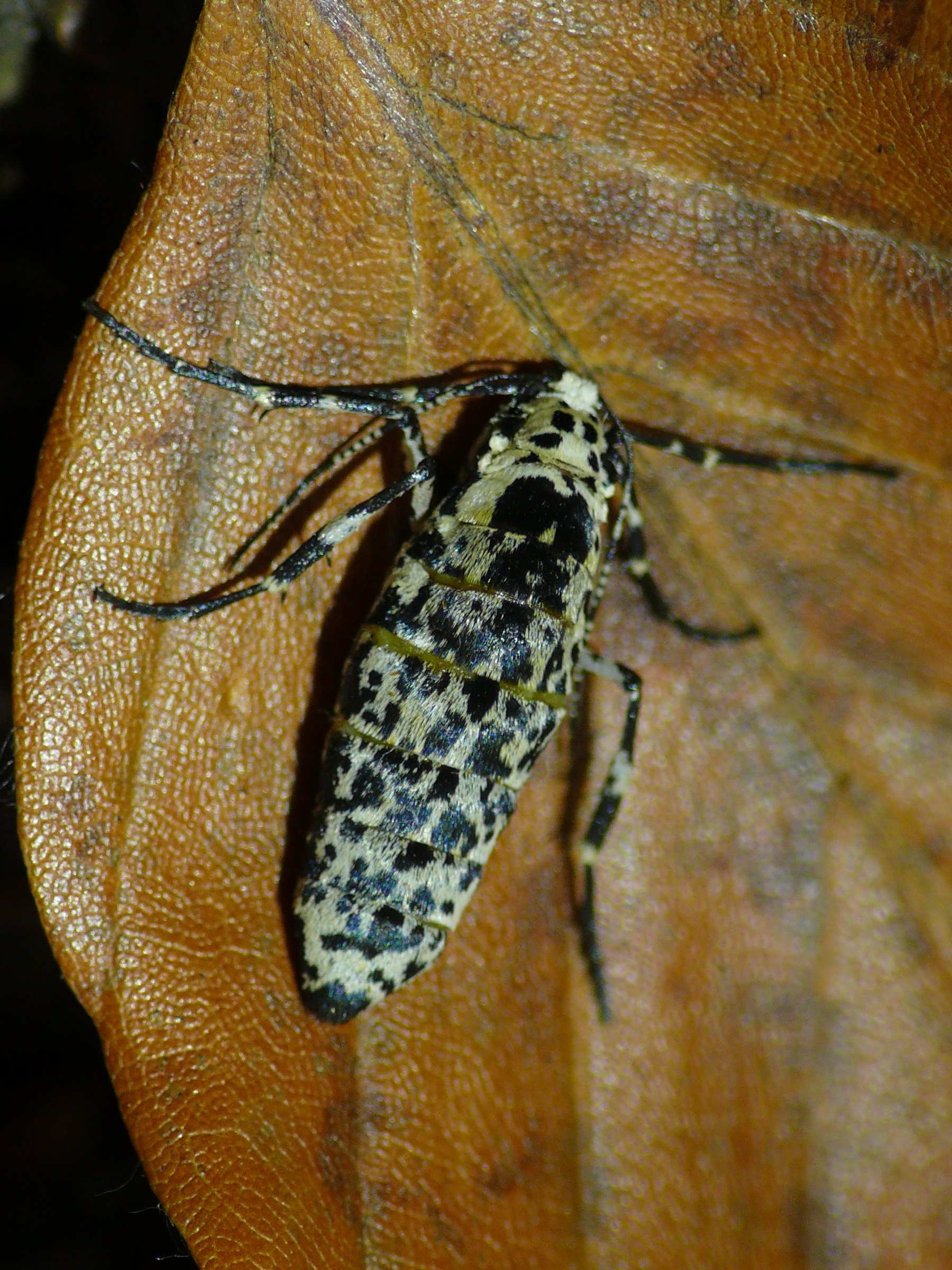
♀

A autoridade científica da espécie é Clerck, tendo sido descrita no ano de 1759.
Trata-se de uma espécie presente no território português.

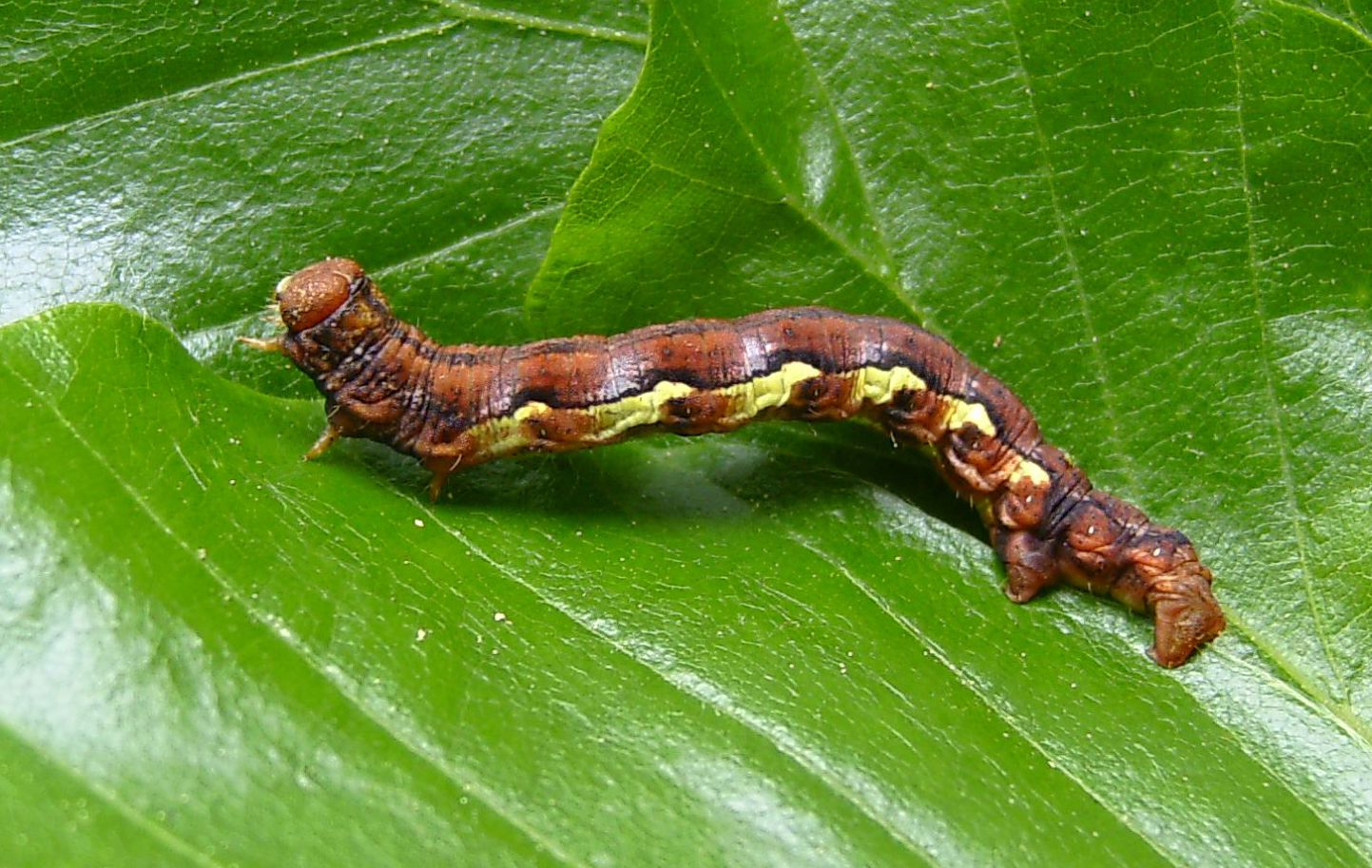
Lagarta
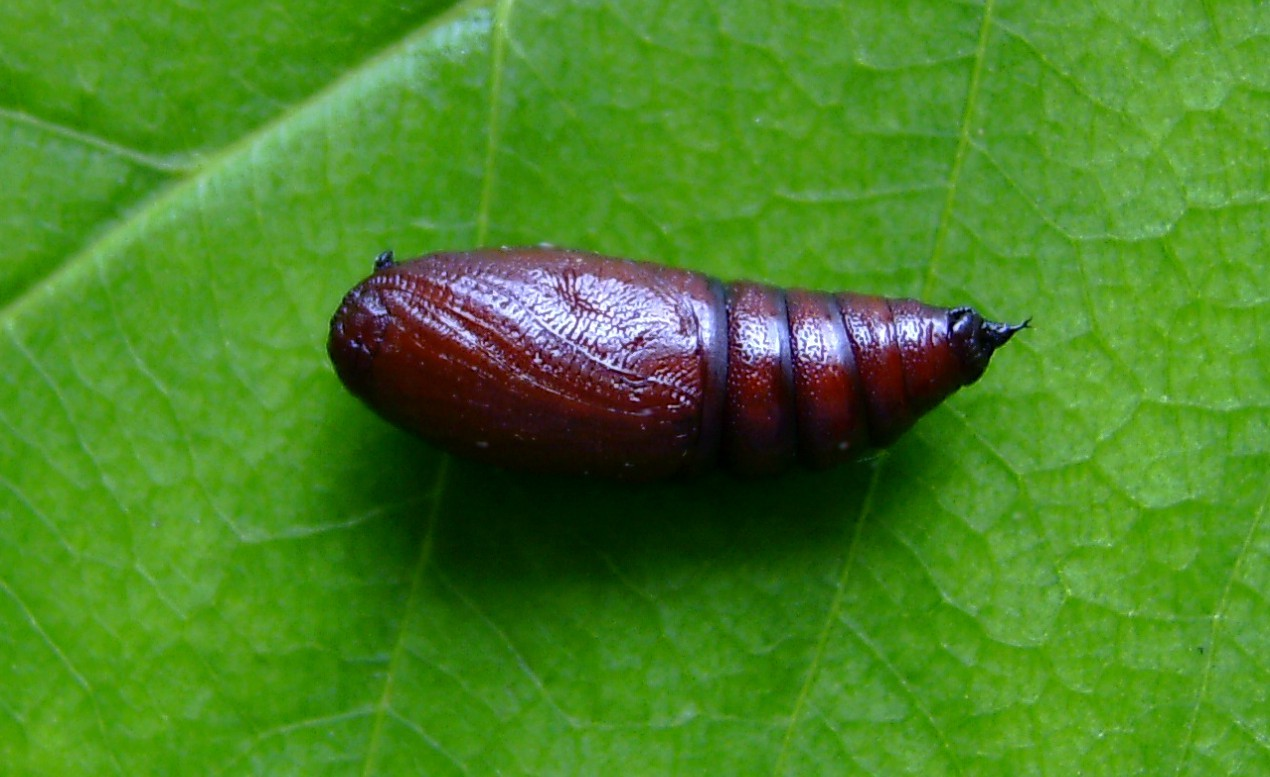
Pupa